# Буреш, Милослав Ярославович
Милослав Ярославович Буреш — советский хозяйственный, государственный и политический деятель.

## Биография
Родился в 1924 году в Намангане. Член КПСС с 1944 года.
Участник Великой Отечественной войны, выпускник Ташкентского ИИИМСХ. С 1953 года — на хозяйственной, общественной и политической работе. В 1953—1981 гг. — ассистент, комсорг ТИИИМСХ, секретарь Куйбышевского райкома ЛКСМ Узбекистана, старший преподаватель, секретарь партбюро института, второй секретарь, первый секретарь Куйбышевского райкома КП Узбекистана города Ташкента, заведующий отделом водного хозяйства и сельского строительства ЦК КП Узбекистана, первый заместитель министра мелиорации и водного хозяйства Узбекской ССР, заведующий отделом водного хозяйства ЦК КП Узбекистана, помощник первого секретаря ЦК КП Узбекистана.
Избирался депутатом Верховного Совета Узбекской ССР 9-го и 10-го созывов.
Умер в Ташкенте в 1981 году.